# Cadillac Celestiq
La Cadillac Celestiq è un'autovettura elettrica, prodotta dalla casa automobilistica statunitense Cadillac a partire dal gennaio 2024.

## Il contesto
La Cadillac per costruire la Celestiq ha investito circa 81 milioni di dollari per creare una linea di produzione presso il suo centro tecnico (GMTC) a Warren nel Michigan. Da quando è stato aperto nel 1956, al GMTC sono state assemblate solo concept car e show car. La Celestiq è il primo veicolo venduto al pubblico assemblato al GMTC.
Come la Cadillac Lyriq, la Celestiq utilizza la tecnologia delle batterie Ultium della GM e la piattaforma BEV3.

### Sviluppo
La genesi progettuale di una ammiraglia di punta della gamma Cadillac risale alle concept car Sixteen (2003), Ciel (2011), Elmiraj (2013) ed Escala (2016), con quest'ultima che ricevette l'approvazione per essere prodotta in serie ma la Cadillac ci ripensò per orientarsi verso la vendita esclusiva di veicoli elettrici.
Dopo che alcune info e caratteristiche erano trapelate a marzo 2020 e gennaio 2021 in occasione dell'evento "EV Day" e al CES 2021, le immagini della concept car sono state diffuse il 22 luglio 2022.
Il concept è stato mostrato al pubblico alla Monterey Car Week nell'agosto 2022.

### Produzione
In un evento stampa tenutosi il 18 ottobre 2022, la versione di produzione della Celestiq è stata presentata mantenendo in gran parte il design generale del concept, ma con la sostituzione delle telecamere laterali con specchietti retrovisori convenzionali.
I primi prototipi camuffati della vettura sono stati avvistati su strada nel giugno 2023, durante i test di collaudo su strada nel Michigan.

## Descrizione

### Specifiche
La Celestiq è dotata di un sistema a trazione integrale ottenuto attraverso due motori elettrici, uno per ciascuno asse, che erogano una potenza combinata stimata di 600 CV (450 kW) e 870 N⋅m di coppia, che permettono alla vettura di accelerare da 0 a 60 mph (97 km/h) in 3,8 secondi. I motori vengono alimentati da una batteria con una capacità totale di 111 kWh, che può essere ricaricata ad una velocità fino a 200 kW (CC).
La vettura è costruito sulla piattaforma BEV3 della General Motors, utilizzando uno spaceframe in alluminio con pannelli della carrozzeria in fibra di carbonio; i pannelli delle porte sono in materiale composito stampato (SMC). Le sospensioni pneumatiche adattive multilink sono dotate di ammortizzatori magnetoreologici, con le ruote posteriori che sono sterzanti.